# General Isidoro Resquín
General Isidoro Resquín  é um distrito do Paraguai, situado no Departamento San Pedro, Paraguai. Foi fundado em 1981 por Alfredo Stroessner. Possui uma população de 22.350 habitantes. Sua economia é baseada na agricultura.

## Transporte
O município de General Isidoro Resquín é servido pela seguinte rodovia:
- Ruta 03, que liga a cidade de Assunção ao município de Bella Vista Norte (Departamento de Amambay). [1][2][3]